# Ануфриева, Ольга Николаевна
Ольга Николаевна Ануфриева (род. 18 августа 1974, Москва, РСФСР, СССР) — российский политический деятель, депутат Государственной думы VIII созыва (с 2021 года) от партии «Единая Россия». Заместитель председателя комитета Госдумы по бюджету и налогам.

## Биография
В 1996 году окончила Государственную академию управления имени Серго Орджоникидзе. Работала инженером-экономистом в ООО «Светотехсервис», принадлежавшем Георгию Боосу (1997—1998), была помощником Бооса как депутата Госдумы и как министра РФ по налогам и сборам. В 1999—2000 годах была старшим экономистом ООО «Вига — АГ», в 2000 — помощником заместителя спикера Госдумы, в 2000—2004 — помощником адвоката. С 2004 года является адвокатом, членом Адвокатской палаты Москвы, старшим партнёром адвокатского бюро «Андрей Макаров и Александр Тобак». В 2003 году окончила Всероссийскую государственную налоговую академию МНС РФ по специальности правоведение.
В 2021 году стала депутатом Госдумы VIII созыва. Она избиралась по списку «Единой России» (пятый номер региональной группы № 9, Курганская, Тюменская обл., Ямало-Ненецкий, Ханты-Мансийский АО), по итогам распределения мест не прошла в парламент, но позже получила вакантный мандат. С 12 октября 2021 года — заместитель председателя комитета Госдумы по бюджету и налогам.  Из-за вторжения России на Украину находится под международными санкциями Евросоюза, США, Великобритании и ряда других стран.